# José Rafael de Menezes
José Rafael de Menezes (Monteiro, 23 de agosto de 1924 - Recife, 2 de outubro de 2009) foi um ensaísta e cronista paraibano radicado em Pernambuco.

## Formação
Fez Licenciatura e Bacharelado em História e Geografia pela Faculdade de Filosofia, Ciências e Letras "Manuel da Nóbrega", da Universidade Católica de Pernambuco, e Licenciatura em Ciências Jurídicas pela Faculdade de Direito do Recife, da Universidade Federal de Pernambuco.

## Atuação profissional
- Promotor público da Comarca de Monteiro[1]
- Auditor da Justiça Militar
- Professor:[1]
  - Didática
  - Estudos de Problemas Brasileiros
  - Filosofia da Educação
  - Sociologia do Desenvolvimento
  - Psicologia Social

- Redator:
  - Jornal do Commercio (Recife)
  - Diario de Pernambuco (Recife)
  - O Diário (Belo Horizonte)
  - O Estado de S. Paulo (São Paulo)
  - Correio da Paraíba (João Pessoa)

## Atuação política
- Deputado estadual na Paraíba.

## Membro de entidades literárias
- Academia Pernambucana de Ciências[2]
- Academia Pernambucana de Letras - ocupou a cadeira 5
- Academia Paraibana de Letras - ocupou a cadeira 25[1]
- Academia de Letras e Artes do Nordeste - ocupou a cadeira 49
- Sociedade Brasileira de Médicos Escritores - Regional de Pernambuco - Membro honorário

## Cidadão pernambucano
José Rafael recebeu, da Assembleia Legislativa de Pernambuco, o título de Cidadão pernambucano.

## Livros publicados
- A Geração de 45
- A miragem do Sul
- A paixão bibliográfica de Américo de Oliveira Costa
- A personalidade intelectual do magistrado
- Alternâncias
- Amizades bibliográficas
- Andrade Bezerra: o erudito gentil
- Aníbal Bruno: professor e escritor
- Aproximações da obra estética de Evaldo Coutinho
- Caminhos do cinema
- Costa Porto: um trabalhador intelectual
- Cristianismo e socialização
- Filosofia de vida
- História do Lyceu Paraibano
- Homo nordestinus (dois volumes)
- Humanismo nordestino: êxodo
- Humanismo recifense
- Maciel Pinheiro
- Memórias de um escritor
- Memórias de um Pau de arara
- O compromisso cenecista
- O filosofar em Luís Delgado
- O humanismo socialista de Joaquim Nabuco[4]
- O idílio recifense de Cecília Aurora
- O poder reflexivo de Ascendino Leite
- Paraibanos na Faculdade de Direito do Recife
- Patriarcas da Alagoa do Monteiro
- Perfilados da Geração de 45
- Psicologia social
- Reflexões de um professor universitário
- Sociologia da administração
- Sociologia do Nordeste
- Três estetas paraibanos
- Um homem de bem comum
- Vasconcelos Sobrinho: o ecológico místico

## Homenagens póstumas
- A Universidade Estadual da Paraíba nominou Biblioteca Setorial Professor José Rafael de Menezes[5]
- A Câmara Municipal de Monteiro criou uma cozinha comunitária e a denominou Cozinha Comunitária José Rafael de Menezes.[6]